# Pomiary ryb

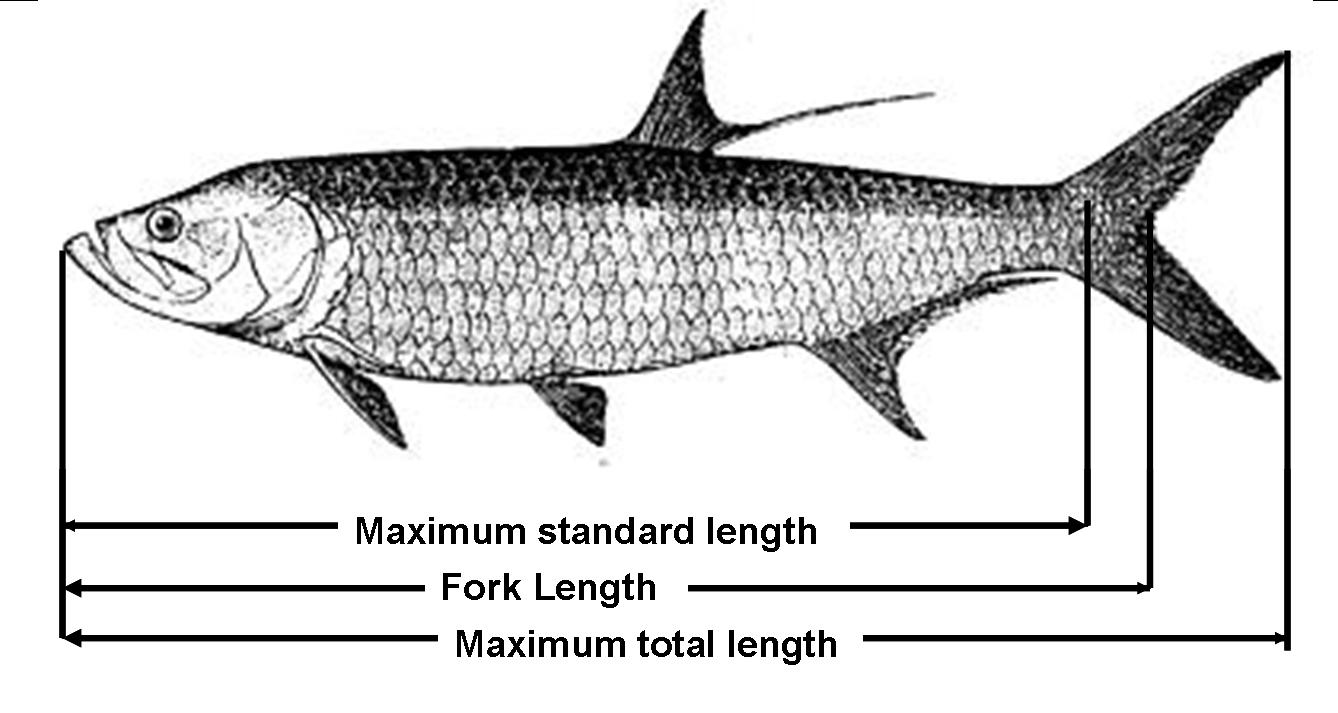
Pomiar długości (od góry) standardowej, ogonowej i całkowitej, na przykładzie tarpona

Pomiary ryb – metody pomiarów ciała ryb służące dokładniejszemu scharakteryzowaniu jego wielkości i kształtu. Stosowane są w wielu obszarach ichtiologii, m.in. w taksonomii, przy badaniu tempa wzrostu, zmian proporcji ciała podczas ontogenezy, przy badaniu kondycji, płodności, ustalaniu wymiarów ochronnych i rozmiarów oczek narzędzi połowowych. Dokładne pomiary morfometryczne osobników złapanych ryb pomagają prawidłowo sklasyfikować złapany okaz i mogą dostarczyć informacji na temat danej populacji ryb. 
Najczęściej wykonywane są pomiary długości ciała, którą wyraża się na 3 sposoby: 
- długość całkowita (TL od ang. total length; łac. longitudo totalis) – odległość mierzona od przedniego końca ciała (pyska ryby) do końca najdłuższego promienia płetwy ogonowej, zazwyczaj mierzonego po zgięciu promieni do linii środkowej. Pomiar zdejmuje się wzdłuż linii prostej, nie wzdłuż krzywizny ciała ryby[2],
- długość ogonowa (łac. longitudo caudalis) – odległość mierzona od przedniego końca ciała do końca środkowego promienia płetwy ogonowej,
- długość standardowa, długość ciała (SL od ang. standard length; łac. longitudo corporis) – odległość mierzona od przedniego końca ciała ryby do tylnej krawędzi ostatniego kręgu lub tylnej krawędzi środkowotylnej części urostylu[3],

Przykłady innych pomiarów cech morfologicznych – merystycznych (policzalnych) i biometrycznych:
- łac. altitudo capitis – wysokość głowy
- altitudo corporis maxima – maksymalna wysokość ciała
- altitudo corporis minima – minimalna wysokość ciała
- altitudo pinnae A – wysokość płetwy odbytowej
- altitudo pinnae D – wysokość płetwy grzbietowej
- diameter oculi – średnica oka
- distantia P – V – odległość pomiędzy podstawami płetw piersiowych i brzusznych
- distantia postdorsalis – odległość zagrzbietowa
- distantia praedorsalis – odległość przedgrzbietowa
- distantia praeanalis – odległość przedanalna
- distantia V – A – odległość pomiędzy podstawami płetw brzusznej i odbytowej
- latitudo capitis – szerokość głowy
- latitudo corporis maxima – maksymalna szerokość ciała
- latitudo corporis miinima – minimalna szerokość ciała
- longitudo basis A – długość płetwy odbytowej
- longitudo basis D – długość płetwy grzbietowej
- longitudo capitis – długość głowy
- longitudo capitis lateralis – długość boczna głowy
- longitudo pinnae P – długość płetwy piersiowej
- longitudo pedunculi caudalis – długość trzonu ogonowego
- longitudo rostri – długość pyska
- longitudo trunci – długość tułowia
- longitudo pinnae V – długość płetwy brzusznej
- numerus squamarum infra lineam lateralem – liczba łusek poniżej linii bocznej
- numerus squamarum in linea lateralis – liczba łusek w linii bocznej
- numerus squamarum supra lineam lateralem – liczba łusek powyżej linii bocznej
- numerus radiorum pinnae A – liczba promieni płetwy odbytowej
- numerus radiorum pinnae D – liczba promieni płetwy grzbietowej
- numerus vertebrarum – liczba kręgów